# Tony Kearney
Tony Kearney (parfois Tònaidh Kearney en gaélique écossais) est un acteur, chanteur, comédien, humoriste, metteur en scène et scénariste gaël, né en 1972 et originaire de Barraigh, dans les Hébrides extérieures. 
Il est connu du public gaélophone pour le rôle Calum Mac Nèill dans la série télévisée Machair et pour les nombreux sketches humoristiques qu'il a écrits ou interprétés. Il est aussi connu du public anglophone pour le rôle de Scott Wallace dans River City, un feuilleton télévisé de BBC Scotland. Tony Kearney est aussi connu pour sa voix : il incarne souvent aux côtés de Daibhidh Walker et de Caitlin Nic Aonghais, la voix de nombreux personnages de dessins animés diffusés sur la chaîne gaélique BBC Alba.

## Biographie
Tony Kearney est originaire de Barraigh, l'île la plus méridionale de l'archipel des Hébrides extérieures. Il commence sa carrière d'acteur très jeune, en 1988 aux côtés de David Tennant dans la série pour enfants Dramarama. Parallèlement au rôle qu'il interprète dans le feuilleton écossais River City, il suit des études à l'université de Glasgow et obtient un arts degree.

## Carrière
Tony Kearney interprète le rôle de Calum Mac Neill dans le feuilleton gaélique Machair, de 1993 à 1997, jusqu'au huitième épisode de la neuvième saison, où son personnage est incarcéré pour détention de stupéfiants à la place de son frère, Patrick Mac Neill. Il reprend son rôle au cours la dixième saison, quand Calum sort de prison, mais son personnage, qui au départ était plus comique, devient plus triste. Le personnage de Tony Kearney se rapproche d'Anna, personnage interprété par Caitlin NicAonghais, elle aussi originaire du sud des Hébrides.
Il prend part à l'émission télévisée pour enfants Dè a-nis? où il incarne un grand lapin, Calum Coineanach, qui chante le refrain "Ho ro Calum Coineanach". 
En 1995-96, il prend part à la série télévisée Ran Dan, écrite par Seonag Monk agus Calum MacFhionghain et produite par la BBC Alba, une anthologie de sketches et de parodies de programmes télévisés ou radiophoniques auxquelles participent aussi Seonag Monk, Donalda NicFhionghain, Derek Murray, Calum MacFhionghain, Caitlin NicAonghais ou encore Iain MacRae. Son duo avec Calum MacFhionghain, où ils interprètent respectivement Floraidh et Seasaidh Lexy, est un classique du genre.
Il tient le rôle du barman Scott Wallace dans le feuilleton télévisé anglophone River City (diffusée de 2002-2015), un personnage dont le destin est triste: sa famille se sépare quand ils découvrent qu'il est homosexuel, son père meurt, puis Scott tente se suicider.
En 2008, il fait partie du chœur qui se joint à Runrig, lors d'un nouvel enregistrement de leur titre Alba qu'ils interprètent spécialement pour le lancement de la chaînz BBC Alba. Parmi les autres Gaëls connus se trouvent Karen Matheson, Cathy Ann MacPhee, and Arthur Cormack. 
En 2011, Tony Kearney joue dans Somersaults, une pièce anglophone de Iain Finlay Macleod pour le compte du Dràma Nàiseanta na h-Alba (Art dramatique national d'Écosse).
Il prête aussi sa voix à de nombreux personnages de dessins animés, programmés par la chaîne de télévision BBC Alba, notamment le renard dans l'adaptation de la série française Le Petit Prince (Am Prionnsa beag). 
En 2011, puis en 2014, il est aussi au centre de deux séries télévisées gaëlles intitulées "Turas Tony", réalisée par BBC Alba, où il s'essaie à différents types de professions,.
En 2014, il joue aussi le rôle d'un coiffeur homosexuel, aux côtés de Caitlin NicAonghais, dans la série télévisée Gaol @ Gael. 
En 2014, il tourne Torcuil's Guide to Being a Gael, une série de petits sketchs mêlant comédie et entretiens, qui pose la question de l'identité gaëlle sur le ton de la parodie : il se sert du personnage outrancier de Torcuil pour discuter avec les personnes qu'il interview de ce qui fait la "gaélitude". Il abrode le thème de la langue, du repas, de l'habillement, de la boisson, et de la météo.

### Télévision
| Date de première diffusion | Titre                        | Partie                   | Directeur       | Auteur                                                                                       | Chaîne                       | Pas                                                                   |
| -------------------------- | ---------------------------- | ------------------------ | --------------- | -------------------------------------------------------------------------------------------- | ---------------------------- | --------------------------------------------------------------------- |
| 2007                       | Cleas Feasgair: Na Faileasan | Tormod Harris/ Ted Lewis | Sìm MacCoinnich | John smith: adapté pour la télévision par Sìm MacCoinnich, Patsi NicCoinnich et Eleanor Yule | Sorbier Productions BBC Alba | Drame, en se basant sur la Strainnsear le jeu par Iain Crichton smith |

### Radio
| Date               | Titre                     | Partie | Directeur         | Auteur                     | Chaîne               |
| ------------------ | ------------------------- | ------ | ----------------- | -------------------------- | -------------------- |
| Le 28 octobre 2003 | he Time Between Two Tides | Cast   | Gaynor Macfarlane | BBC Radio 4 Afternoon Play |                      |
| 8 janvier 2004     | Bampot Central            | Jyzer  | Lu Kemp           | Christopher Brookmyre      | BBC Radio 3 The Wire |
| 29 mars 2004       | Nude, Untitled            | Davey  | Lu Kemp           | BBC Radio 4 Afternoon Play |                      |
| 8 décembre 2005    | Iona                      | Andrew | ?                 | Rhiannon Tise              | BBC Radio 3 The Wire |

### Invité
| Date             | Titre       | Partie | Directeur         | Chaîne   |
| ---------------- | ----------- | ------ | ----------------- | -------- |
| 1er janvier 2013 | Machairazzi | Cast   | Gaynor Macfarlane | BBC Alba |